# Parectopa clethrata
Parectopa clethrata är en fjärilsart som beskrevs av Oswald Beltram Lower 1923. Parectopa clethrata ingår i släktet Parectopa och familjen styltmalar. Inga underarter finns listade i Catalogue of Life.